# Lego Ninjago
 (novembre 2021).
Si vous disposez d'ouvrages ou d'articles de référence ou si vous connaissez des sites web de qualité traitant du thème abordé ici, merci de compléter l'article en donnant les références utiles à sa vérifiabilité et en les liant à la section « Notes et références ».
Pour les articles homonymes, voir Ninjago.
Lego Ninjago est une gamme Lego, dans laquelle les personnages, des ninjas, se battent en se servant d'un art martial fictif, le « Spinjitzu » (jeu de mots avec l'art martial Ju-jitsu, et « spinner » qui signifie toupie en anglais). En plus des briques et des figurines, certaines boîtes contiennent une ou plusieurs cartes (personnage ou combat) servant à faire des combats de toupies,.
La licence comporte également une série télévisée d'animation lancée en 2011 et toujours en cours à l'heure actuelle, et a inspiré un long-métrage d'animation sorti en 2017.

## Univers
Ninjago est une collection de jouets Lego. À l'origine, les jouets sont utilisés comme des toupies s’affrontant dans une arène, dans la lignée des figurines Bakugan et surtout des toupies Beyblade (très populaires auprès des enfants à l'époque du lancement de la gamme) - le déroulement de la partie pouvant être influencé par l’utilisation de cartes (fournies avec les toupies) ou de « boosters » (extensions). C’est également une gamme de constructions (bâtiments ou véhicules) reprenant les lieux, véhicules et figurines de la série. Au fur et à mesure, les toupies perdent en popularité et sont abandonnées après la vague de janvier 2012. Elles reviennent ensuite sous des formes dérivées à partir de juin 2015, avec l'introduction de l'Airjitzu (similaire au Spinjitzu mais permettant de s'élever dans les airs).
« Ninjago » est le nom du monde dans lequel évoluent les personnages. Par extension, c'est aussi la phrase clamée par l'équipe en signe de ralliement ou de victoire et lorsqu'ils s'apprêtent à pratiquer le Spinjitzu. Cependant, le nom des héros est bien « les ninjas » et non « les Ninjago ».
La légende veut que le monde de Ninjago fut créé par le Premier Maître du Spinjitzu grâce aux quatre puissantes Armes d'Or. À sa mort, ses deux fils, Garmadon et Wu, firent le serment de protéger les Armes légendaires ; mais Garmadon devint maléfique et tenta de les dérober. Wu s'interposa et un combat s'engagea. Wu parvint finalement à vaincre Garmadon en le bannissant dans les Ténèbres (the Underworld en anglais), un monde souterrain peuplé de squelettes maléfiques. Des années plus tard, Garmadon envoie son armée de squelettes à Ninjago pour récupérer les Armes, afin de s'extirper des Ténèbres. Sensei Wu décide de recruter une équipe de quatre ninjas pour récupérer les Armes avant ses ennemis. Il leur enseigne le Spinjitzu : un art martial permettant de transformer ses mouvements en véritables tornades pouvant être utilisées au combat. Chaque ninja est lié à l'une des Armes et à un élément, symbolisé par la couleur de leur tenue :
Cole (noir) est le maître de la Terre ; il manie la Faux de Terre.
Jay (bleu) est le maître de la Foudre ; il manie les Nunchakus de la Foudre.
Zane (blanc) est le maître de la Glace ; il manie les Shurikens de Glace.
Kai (rouge) est le maître du Feu ; il manie le Sabre de Feu.
À la suite de cette aventure, l'équipe des ninjas fait face à de nombreuses nouvelles menaces et est même rejointe par de nouveaux membres : Lloyd, le Ninja Vert, et Nya, la sœur de Kai qui devient la maîtresse de l'Eau.

## Série télévisée
Ninjago est à la fois une gamme de jouets Lego et une série télévisée d'animation diffusée depuis 2011, produite par la compagnie WILFilm et nommée Ninjago: Masters of Spinjitzu. Celle-ci n'est pas basée sur la gamme de jouets, tout comme les jouets ne sont pas dérivés de la série ; les jouets et la série sont développés simultanément et conjointement par les designers et les scénaristes.
La série se compose de plus de 100 épisodes de 22 minutes répartis sur 11 saisons dont un pilote. Cela dit, le dernier épisode de la saison 10 est numéroté 98, la saison pilote étant distribuée aux États-Unis sous la forme de deux épisodes de 22 minutes qui n'étaient pas numérotés. Elle fut d'ailleurs diffusée en France sous la forme d'un seul épisode de 44 minutes. On compte également un épisode spécial de 44 minutes se déroulant entre les saisons 6 et 7, nommé Le Jour des âmes disparues.
En juin 2019, le format des épisodes et des saisons change : les épisodes font désormais 11 minutes et ne sont plus numérotés, de même que les saisons, et le sous-titre Masters of Spinjitzu est abandonné. La première saison de ce nouveau format se nomme Les Secrets du Spinjitzu Interdit et se compose de 30 épisodes répartis sur deux chapitres, baptisés Le Chapitre du Feu et Le Chapitre de la Glace. La série n'est plus produite par WILFilm mais par WildBrain (anciennement DHX Media), cependant l'équipe créative qui dirige la série reste la même.

## Film d'animation
En 2017, Lego Ninjago, le film, réalisé par Charlie Bean, sort au cinéma, faisant suite à La Grande Aventure Lego et Lego Batman, le film. Basé sur les jouets et la série dont il ne reprend cependant que peu d'éléments et ne suit pas l'histoire, le film possède également sa propre gamme de jouets. Si le film ne s'intègre pas dans la trame de la série, il va tout de même l'affecter indirectement. En effet, pour permettre aux néophytes ayant découvert Ninjago grâce au film de retrouver les personnages qu'ils connaissent, les designs des personnages ont été modifiés pour correspondre à ceux du film et l'antagoniste Garmadon est revenu dans la série, ce qui a grandement modifié son intrigue.